# Зуя (річка)
Зуя́ (крим. Zuya) — річка в Україні, права притока Салгиру. Басейн Чорного моря. Довжина 55 км. Площа водозбірного басейну 421 км². Похил 13,0 м/км. Долина у верхів'ї V-подібна, нижче за течією — коритоподібна, завширшки 0,6-2 км. Річище звивисте, шириною 1-5 м. В маловодні роки інколи пересихає. Використовується на потреби зрошення, для цього споруджено Баланівське водосховище.

## Загальний опис
Річка бере початок з джерела на північних схилах Головного пасма Кримських гір. Тече територією Білогірського району Криму. У долині річки знаходиться карстова печера Кіїк-Коба. Басейн річки межує на сході з басейном річки Бурульча, а на заході — з басейном Малого Салгира.
У верхній частині басейну рельєф гірський. Тут схили гір розсічені глибокими балками і ярами, покриті листяним лісом і чагарником. Ліси, що покривають північні схили Субаткан-яйли, називаються Зуйські. У цих лісах базувався Зуйський партизанський загін. А на одному з відрогів Довгоруківської яйли — вузькому хребті Яман-Таш («Недобрий Камінь») був головний партизанський аеродром, що приймав літаки з територій, ще не захоплених німцями. Першим посадив свій літак льотчик Помазків 29 вересня 1942 року. А влітку 1943 року на аеродромі за одну ніч приземлялися по кілька транспортних літаків зі зброєю, боєприпасами, продовольством, поштою. У зворотні рейси вони забирали хворих і поранених. У такий спосіб весь період німецької окупації Криму цей гірничо-лісовий район був радянською партизанською територією.
Середня, передгірна частина басейну горбкувата, менш розсічена, покрита переважно чагарниковою рослинністю. Зовнішня гряда виражена неясно, місцями простежується тільки її південний схил у вигляді крутого обриву з відносною висотою 20—60 м. Тут закінчується найкоротша із трьох гряд — Зовнішня гряда.
На ріці Зуя в 1974 року побудоване Баланівське водоймище об'ємом 5,7 млн м² для цілей зрошення, що зараз широко використається для рекреації. Основною притокою Зуї є річка Бештерек довжиною 41 км, що впадає з лівого берега на відстані 7 км від гирла. Річка Бештерек бере початок на північних схилах Довгоруківської яйли, у підніжжя гори Коль-Баїр, на висоті приблизно 760 м. На берегах річки Бештерек розкинулося село Мазанка. З Феодосійського шосе в скельному обриві правого крутого берега річки Бештерек видний Вовчий грот — стоянка первісних людей, що жили в цих місцях 100 тис. років тому.

## Притоки
- Фундукли, Бештерек (ліві).
- Монтанай (права)

## Палеографія
Поблизу Баланівського водоймища, біля селища Тау-Кіпчак (нині не існує) в 1924 році археолог Г. А. Бонч-Осмоловський відкрив печерну стоянку Киїк-Коба («Дика Печера»). Це стародавнє на території південно-східної Європи неандертальське поселення. Тут же учасник цієї експедиції Е. В. Жирів виявив уперше на території СНД доросле й дитяче поховання неандертальців. У печері виявилася безліч кісток, за якими була встановлена розмаїтість тваринного світу прадавнього Криму. Тут у ту пору водилися мамонти, бізони, сайги, шляхетний і північний олені, шерстисті носороги, дикі кабани, лисиці, песці, муфлони.
Природа тієї епохи, що настала після заледеніння, була суворою. І хоч льодовик не дійшов до Криму, його вплив відчувався скрізь. Пережити такі складні часи могла людина з величезною витривалістю, величезної фізичної сили, тим більше, що зі знарядь на всі випадки його життя був важкий кийок. Тутешні місця — річка із чистою водою, ліс із численними дикими тваринами найкраще пасували древній людині. Неандерталець навчився добувати вогонь, готувати на вогні їжу, пристосував шкіри для одягу. Вовчий грот був відкритий в 1880 році російським натуралістом Костянтином Сергійовичем Мережковським. Це була перша відкрита на території Російської імперії печерна стоянка.